# Boeing XB-59
El XB-59, Model 701 de Boeing, fue una propuesta de los años 50 de avión bombardero supersónico estadounidense.

## Diseño y desarrollo
En 1949, el gobierno estadounidense canceló el contrato del Boeing XB-55, que había sido un estudio para producir un reemplazo subsónico para el recién introducido Boeing B-47 Stratojet. El proyecto del XB-55 había comenzado en 1947, pero al final de la década era evidente que para que la penetración estratégica en la guerra fuera un éxito absoluto, requeriría un avión mucho más rápido que los aviones de caza a reacción que entonces estaban entrando en servicio. Así que los fondos disponibles por la cancelación del XB-55 fueron destinados al estudio de un bombardero medio supersónico, y se extendió una solicitud de propuestas a varias compañías constructoras de aviones.
Boeing presentó una propuesta de un avión cuatrimotor de ala alta con un fuselaje altamente aerodinámico. Los cuatro motores estarían embutidos en las abultadas raíces alares; el resto del ala tenía una fuerte flecha.
Desarrollado bajo la designación de sistema de armas MX-1965, el XB-59 iba a tener tres tripulantes, y estaría propulsado por cuatro motores turborreactores GE J73-X24A, montados en las raíces alares de las alas de 22,25 m de envergadura. El tren de aterrizaje sería similar a la disposición biciclo presente en los B-47 y B-52 Stratofortress, con balancines montados en las puntas alares.
El contrato de Boeing por el XB-59 fue cancelado a finales de 1952 después de que la propuesta de la compañía Convair, designada B-58 Hustler, fuese seleccionada para su desarrollo.
Los trabajos de Boeing solo fueron un estudio de diseño, y no implicaron ninguna construcción.

## Especificaciones
Referencia datos: "US Bombers," Lloyd S. Jones, 1974

### Características generales
- Tripulación: Tres
- Longitud: 37,6 m (123,3 ft)
- Envergadura: 24,8 m (81,3 ft)
- Altura: 7,7 m (25,4 ft)
- Superficie alar: 153,3 m² (1650 ft²)
- Peso vacío: 28 667,1 kg (63 182,2 lb)
- Peso cargado: 67 267,8 kg (148 258,2 lb)
- Planta motriz: 4× turborreactor con poscombustión General Electric J73-X24A.
  - Empuje normal: 62 kN (6322 kgf; 13 938 lbf) de empuje cada uno.

### Rendimiento
- Velocidad máxima operativa (Vno): Mach 2
- Alcance: 3830 km (2068 nmi; 2380 mi)
- Techo de vuelo: 15 545 m (51 000 ft)

### Armamento
- Cañones: 

  - 1 de 30 mm en la cola

## Aeronaves relacionadas

### Aeronaves similares
- B-58 Hustler

### Secuencias de designación
- Secuencia Numérica (interna de Boeing): ← 466 - 474 - 479 - 701 - 818 - 953
- Secuencia B-_ (Bombarderos del USAAC/USAAF/USAF, 1926-1962): ← B-56 - B-57 - B-58 - B-59 - B-60 - B-61 - B-62 →